# Ocopa
La ocopa (del quechua uq'upa) es un plato típico de la gastronomía peruana, originario de la ciudad de Arequipa. Consiste en una crema de huacatay servido sobre papas cocidas, similar a otro entrante peruano conocido como papa a la huancaína. Principalmente es servido como entrante.
Tradicionalmente la salsa original (es decir, sin los ingredientes lácteos europeos) era transportada en pequeños recipientes de calabaza para ser consumida durante viajes y labores que requieran desplazamiento.

## Elaboración
La salsa es elaborada con ají amarillo y ají mirasol, ambos soasados sin semillas, cebolla y ajos también soasados, leche evaporada, queso fresco, galletas de soda, maní, huacatay, sal y aceite. Todos estos ingredientes se muelen (tradicionalmente en un batán) o se licúan de forma tal que obtengan una consistencia ligeramente pastosa y un color característico. El plato es decorado con huevo duro y una aceituna de botija, en Arequipa normalmente va acompañado con papas sancochadas o camarones.